# زیگفرید بوش
زیگفرید بوش (به آلمانی: Siegfried Bosch) (زاده ۲۹ سپتامبر ۱۹۴۴ در ووپرتال) ریاضیدان اهل آلمان است. زمینه کاری بوش بیشتر نظریه اعداد میباشد.
وی در سال ۱۹۶۷ در دانشگاه گوتینگن با پایان‌نامه ای به نام "همریختی های تحلیلی متناهی" درجه دکتری را به دست آورد. سپس در سال ۱۹۷۲ درجه شایستگی را کسب نمود و از سال ۱۹۷۴ استاد تمام دانشگاه مونستر است. بوش نویسنده چند کتاب در ریاضیات بوده است که از آن جمله میتوان همکاری در نوشتن کتاب "مدلهای نرون" را برشمرد.